# Okres Polgár

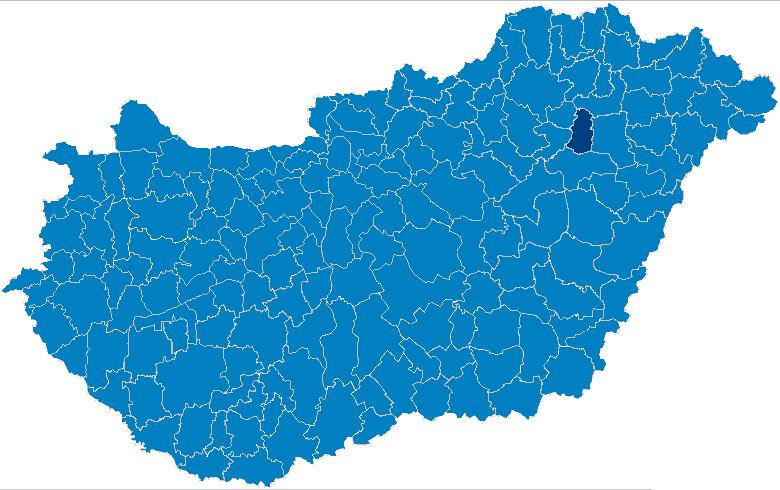
Bývalý okres Polgár na mapě Maďarska

Okres Polgár (maďarsky Polgári kistérség) je bývalý okres v Maďarsku v župě Hajdú-Bihar. Jeho správním střediskem bylo město Polgár. V roce 2013 byla většina okresu zahrnuta do nového okresu Hajdúnánás, vesnice Újszentmargita byla však zahrnuta do okresu Balmazújváros.

## Obce
Okres zahrnoval celkem 6 obcí, z nichž jedna (Polgár) měla status města. Nyní na jeho území žije celkem 13 619 obyvatel.
- Folyás (297 obyvatel)
- Görbeháza (2 366 obyvatel)
- Polgár (7 889 obyvatel)
- Tiszagyulaháza (724 obyvatel)
- Újszentmargita (1 473 obyvatel)
- Újtikos (870 obyvatel)